# Камарата
Камарата (итал. Cammarata) је насеље у Италији у округу Агриђенто, региону Сицилија.
Према процени из 2011. у насељу је живело 5646 становника. Насеље се налази на надморској висини од 867 м.

## Становништво
| 1931. | 1936. | 1951. | 1961. | 1971. | 1981. | 1991. | 2001. | 2011. |
| ----- | ----- | ----- | ----- | ----- | ----- | ----- | ----- | ----- |
| 7.340 | 7.830 | 8.981 | 8.377 | 6.950 | 6.553 | 6.332 | 6.403 | 6.275 |